# Verónica Boquete
Verónica "Veró" Boquete Giadans, född 9 april 1987 i Santiago de Compostela i Spanien, är en spansk fotbollsspelare. Hon representerar klubben ACF Fiorentina sedan 2022. Hon var en del i Spaniens trupp i VM i Kanada år 2015.